# Hyaenotherium
|  | Dieser Artikel wurde aufgrund von formalen oder inhaltlichen Mängeln in der Qualitätssicherung Biologie im Abschnitt „Paläontologie“ zur Verbesserung eingetragen. Dies geschieht, um die Qualität der Biologie-Artikel auf ein akzeptables Niveau zu bringen. Bitte hilf mit, diesen Artikel zu verbessern! Artikel, die nicht signifikant verbessert werden, können gegebenenfalls gelöscht werden. Lies dazu auch die näheren Informationen in den Mindestanforderungen an Biologie-Artikel. Begründung: Vollprogramm |

Hyaenotherium ist eine ausgestorbene Gattung aus der Familie der Hyänen (Hyaenidae), welche während des Oberen Miozäns hauptsächlich in Eurasien verbreitet war. Typusart der Gattung ist Hyaenotherium hyaeneides.

## Systematik
Hyaenotherium wurde im Jahr 1989 von Yuriy A. Semenov beschrieben und innerhalb der Familie der Hyaenidae in die Unterfamilie Ictitheriinae eingeordnet. Innerhalb dieser Unterfamilie bildet Hyaenotherium gemeinsam mit Miohyaenotherium und Hyaenictitherium die Tribus Hyaenotheriini.  Die Gattung Hyaenotherium enthält mehrere Arten: Die Typusart H. hyaeneides, H. magnum und H. wongi. Möglicherweise kam mit Hyaenotherium ebu auch ein Vertreter im östlichen Afrika vor.